# Convocazioni per il campionato europeo maschile under 21 di calcio 2011
Solo i giocatori nati dopo il primo gennaio 1988 sono selezionabili.

## Gruppo A

### Bielorussia
Allenatore:  Heorhij Kandrac'eŭ
| N. | Pos. | Giocatore             | Data nascita (età)          | Pres. | Reti | Squadra            |
| -- | ---- | --------------------- | --------------------------- | ----- | ---- | ------------------ |
| 1  | P    | Aljaksandr Hutar      | 18 dicembre 1989 (21 anni)  | 17    | 0    | BATĖ Borisov       |
| 2  | C    | Stanislaŭ Drahun      | 4 giugno 1988 (23 anni)     | 20    | 5    | Dinamo Minsk       |
| 3  | D    | Sjarhej Macvejčyk     | 5 giugno 1988 (23 anni)     | 8     | 0    | Homel'             |
| 4  | D    | Sjarhej Palicevič     | 9 aprile 1990 (21 anni)     | 19    | 0    | Dinamo Minsk       |
| 5  | C    | Dzmitryj Baha         | 4 gennaio 1990 (21 anni)    | 15    | 0    | BATĖ Borisov       |
| 6  | D    | Juryj Astravuch       | 21 gennaio 1988 (23 anni)   | 12    | 0    | Rėčyca-2014        |
| 7  | C    | Michail Sivakoŭ       | 16 gennaio 1988 (23 anni)   | 19    | 3    | Wisła Cracovia     |
| 8  | C    | Mikita Bukatkin       | 7 marzo 1988 (23 anni)      | 15    | 0    | Naftan             |
| 9  | A    | Maksim Skavyš         | 13 novembre 1989 (21 anni)  | 23    | 4    | BATĖ Borisov       |
| 10 | A    | Aljaksandr Perapečka  | 7 aprile 1989 (22 anni)     | 1     | 0    | Dinamo Minsk       |
| 11 | A    | Andrėj Varankoŭ       | 8 febbraio 1989 (22 anni)   | 15    | 4    | Kryvbas            |
| 12 | P    | Arcëm Hamel'ko        | 8 dicembre 1989 (21 anni)   | 11    | 0    | Lokomotiv Mosca    |
| 13 | C    | Pavel Njachajčyk      | 17 maggio 1988 (23 anni)    | 18    | 4    | BATĖ Borisov       |
| 14 | D    | Juryj Ryžko           | 10 ottobre 1989 (21 anni)   | 7     | 0    | Tarpeda Žodzina    |
| 15 | C    | Dzmitryj Rėkiš        | 14 settembre 1988 (22 anni) | 23    | 8    | Polonia Varsavia   |
| 16 | C    | Michail Hardzjajčuk   | 23 ottobre 1989 (21 anni)   | 14    | 0    | BATĖ Borisov       |
| 17 | D    | Vital' Hajdučyk       | 12 luglio 1989 (21 anni)    | 4     | 0    | Dinamo Brėst       |
| 18 | D    | Dzjanis Paljakoŭ      | 17 aprile 1991 (20 anni)    | 3     | 0    | Šachcër Salihorsk  |
| 19 | D    | Jaŭhen Savasc'janaŭ   | 30 gennaio 1988 (23 anni)   | 0     | 0    | Nëman              |
| 20 | D    | Aleh Veracila         | 10 luglio 1988 (22 anni)    | 24    | 1    | Dinamo Minsk       |
| 21 | D    | Jahor Filipenka       | 10 aprile 1988 (23 anni)    | 16    | 2    | BATĖ Borisov       |
| 22 | P    | Dzmitryj Huščanka     | 3 dicembre 1988 (22 anni)   | 2     | 0    | Ljakamatyŭ Vicebsk |
| 23 | A    | Uladzimir Chvaščynski | 10 maggio 1990 (21 anni)    | 3     | 0    | Dinamo Brėst       |

### Danimarca
Allenatore:  Keld Bordinggaard
| N. | Pos. | Giocatore          | Data nascita (età)          | Pres. | Reti | Squadra          |
| -- | ---- | ------------------ | --------------------------- | ----- | ---- | ---------------- |
| 1  | P    | Jonas Lössl        | 1º febbraio 1989 (22 anni)  | 7     | 0    | Midtjylland      |
| 2  | D    | Anders Randrup     | 16 luglio 1988 (22 anni)    | 17    | 0    | Brøndby          |
| 3  | D    | Mathias Jørgensen  | 23 aprile 1990 (21 anni)    | 8     | 0    | Copenaghen       |
| 4  | D    | Andreas Bjelland   | 11 luglio 1988 (22 anni)    | 9     | 0    | Nordsjælland     |
| 5  | D    | Nicolai Boilesen   | 16 febbraio 1992 (19 anni)  | 0     | 0    | Ajax             |
| 6  | C    | Mads Albæk         | 14 gennaio 1990 (21 anni)   | 7     | 0    | Midtjylland      |
| 7  | D    | Daniel Wass        | 31 maggio 1989 (22 anni)    | 10    | 0    | Brøndby          |
| 8  | C    | Mike Jensen        | 19 febbraio 1988 (23 anni)  | 23    | 3    | Brøndby          |
| 9  | A    | Nicolai Jørgensen  | 15 gennaio 1991 (20 anni)   | 1     | 0    | Bayer Leverkusen |
| 10 | C    | Christian Eriksen  | 14 febbraio 1992 (19 anni)  | 0     | 0    | Ajax             |
| 11 | A    | Nicolaj Agger      | 23 ottobre 1988 (22 anni)   | 8     | 2    | Brøndby          |
| 12 | D    | Mads Fenger        | 10 settembre 1990 (20 anni) | 1     | 0    | Randers          |
| 13 | D    | Lasse Nielsen      | 8 gennaio 1988 (23 anni)    | 11    | 1    | Aalborg          |
| 14 | A    | Nicki Bille        | 7 febbraio 1988 (23 anni)   | 21    | 15   | Villarreal       |
| 15 | D    | Jesper Juelsgård   | 26 gennaio 1989 (22 anni)   | 5     | 0    | Midtjylland      |
| 16 | P    | Mikkel Andersen    | 17 dicembre 1988 (22 anni)  | 4     | 0    | Reading          |
| 17 | C    | Thomas Delaney     | 9 marzo 1991 (20 anni)      | 1     | 0    | Copenaghen       |
| 18 | C    | Kasper Povlsen     | 26 settembre 1989 (21 anni) | 8     | 0    | Aarhus           |
| 19 | D    | Frederik Sørensen  | 14 aprile 1992 (19 anni)    | 0     | 0    | Juventus         |
| 20 | C    | Matti Lund Nielsen | 8 maggio 1988 (23 anni)     | 11    | 1    | Nordsjælland     |
| 21 | A    | Henrik Dalsgaard   | 27 luglio 1989 (21 anni)    | 4     | 0    | Aalborg          |
| 22 | A    | Bashkim Kadrii     | 9 luglio 1991 (19 anni)     | 0     | 0    | Odense           |
| 23 | P    | Nicklas Højlund    | 6 marzo 1990 (21 anni)      | 2     | 0    | Lyngby           |

### Islanda
Allenatore:  Eyjólfur Sverrisson
| N. | Pos. | Giocatore                  | Data nascita (età)          | Pres. | Reti | Squadra          |
| -- | ---- | -------------------------- | --------------------------- | ----- | ---- | ---------------- |
| 1  | P    | Haraldur Björnsson         | 11 gennaio 1989 (22 anni)   | 16    | 0    | Valur            |
| 2  | D    | Skúli Jón Friðgeirsson     | 30 luglio 1988 (22 anni)    | 10    | 1    | KR Reykjavík     |
| 3  | D    | Hólmar Örn Eyjólfsson      | 6 agosto 1990 (20 anni)     | 18    | 2    | West Ham Utd     |
| 4  | D    | Eggert Jónsson             | 18 agosto 1988 (22 anni)    | 12    | 0    | Hearts           |
| 5  | D    | Hjörtur Logi Valgarðsson   | 27 settembre 1988 (22 anni) | 11    | 0    | IFK Göteborg     |
| 6  | C    | Birkir Bjarnason           | 27 maggio 1988 (23 anni)    | 22    | 2    | Viking           |
| 7  | C    | Jóhann Berg Guðmundsson    | 27 ottobre 1990 (20 anni)   | 11    | 6    | AZ Alkmaar       |
| 8  | C    | Bjarni Viðarsson           | 5 marzo 1988 (23 anni)      | 24    | 6    | Malines          |
| 9  | A    | Rúrik Gíslason             | 25 febbraio 1988 (23 anni)  | 16    | 6    | Odense           |
| 10 | C    | Gylfi Sigurðsson           | 8 settembre 1989 (21 anni)  | 11    | 6    | Hoffenheim       |
| 11 | A    | Arnór Smárason             | 7 settembre 1988 (22 anni)  | 8     | 2    | Esbjerg          |
| 12 | P    | Óskar Pétursson            | 26 gennaio 1989 (22 anni)   | 1     | 0    | Grindavík        |
| 13 | D    | Elfar Freyr Helgason       | 27 luglio 1989 (21 anni)    | 6     | 0    | Breiðablik       |
| 14 | D    | Þórarinn Ingi Valdimarsson | 23 aprile 1990 (21 anni)    | 3     | 0    | ÍBV Vestmannæyja |
| 15 | C    | Almarr Ormarsson           | 25 febbraio 1988 (23 anni)  | 9     | 2    | Fram Reykjavík   |
| 16 | C    | Guðmundur Kristjánsson     | 1º marzo 1989 (22 anni)     | 10    | 0    | Breiðablik       |
| 17 | C    | Aron Gunnarsson            | 22 aprile 1989 (22 anni)    | 9     | 1    | Coventry City    |
| 18 | C    | Andrés Már Jóhannesson     | 21 dicembre 1988 (22 anni)  | 11    | 0    | Fylkir           |
| 19 | A    | Kolbeinn Sigþórsson        | 14 marzo 1990 (21 anni)     | 13    | 3    | AZ Alkmaar       |
| 20 | P    | Arnar Darri Pétursson      | 16 marzo 1991 (20 anni)     | 3     | 0    | SønderjyskE      |
| 21 | A    | Alfreð Finnbogason         | 1º febbraio 1989 (22 anni)  | 9     | 5    | Lokeren          |
| 22 | A    | Björn Bergmann Sigurðarson | 26 febbraio 1991 (20 anni)  | 3     | 1    | Lillestrøm       |
| 23 | D    | Jón Guðni Fjóluson         | 4 ottobre 1989 (21 anni)    | 8     | 0    | Beerschot        |

### Svizzera
Allenatore:  Pierluigi Tami
| N. | Pos. | Giocatore           | Data nascita (età)          | Pres. | Reti | Squadra        |
| -- | ---- | ------------------- | --------------------------- | ----- | ---- | -------------- |
| 1  | P    | Yann Sommer         | 17 dicembre 1988 (22 anni)  | 26    | 0    | Basilea        |
| 2  | D    | Philippe Koch       | 8 febbraio 1991 (20 anni)   | 13    | 1    | Zurigo         |
| 3  | D    | Fabio Daprelà       | 19 febbraio 1991 (20 anni)  | 7     | 0    | Brescia        |
| 4  | C    | Pajtim Kasami       | 2 giugno 1992 (19 anni)     | 8     | 1    | Palermo        |
| 5  | D    | Jonathan Rossini    | 5 aprile 1989 (22 anni)     | 18    | 1    | Sassuolo       |
| 6  | C    | Fabian Lustenberger | 2 maggio 1988 (23 anni)     | 20    | 2    | Hertha Berlino |
| 7  | A    | Innocent Emeghara   | 27 maggio 1989 (22 anni)    | 3     | 4    | Grasshoppers   |
| 8  | C    | Moreno Costanzo     | 20 febbraio 1988 (23 anni)  | 9     | 1    | Young Boys     |
| 9  | C    | Fabian Frei         | 8 gennaio 1989 (22 anni)    | 17    | 4    | Basilea        |
| 10 | C    | Xherdan Shaqiri     | 10 ottobre 1991 (19 anni)   | 2     | 0    | Basilea        |
| 11 | A    | Admir Mehmedi       | 16 marzo 1991 (20 anni)     | 5     | 1    | Zurigo         |
| 12 | P    | Kevin Fickentscher  | 6 luglio 1988 (22 anni)     | 5     | 0    | Sion           |
| 13 | A    | Nassim Ben Khalifa  | 13 gennaio 1992 (19 anni)   | 7     | 1    | Norimberga     |
| 14 | C    | Granit Xhaka        | 27 settembre 1992 (18 anni) | 1     | 0    | Basilea        |
| 15 | D    | Timm Klose          | 9 maggio 1988 (23 anni)     | 7     | 0    | Thun           |
| 16 | D    | François Affolter   | 13 marzo 1991 (20 anni)     | 7     | 1    | Young Boys     |
| 17 | D    | Frank Feltscher     | 17 maggio 1988 (23 anni)    | 6     | 1    | Bellinzona     |
| 18 | C    | Amir Abrashi        | 27 marzo 1990 (21 anni)     | 7     | 0    | Grasshoppers   |
| 19 | A    | Mario Gavranović    | 24 novembre 1989 (21 anni)  | 9     | 3    | Schalke 04     |
| 20 | D    | Daniel Pavlović     | 22 aprile 1988 (23 anni)    | 14    | 0    | Grasshoppers   |
| 21 | P    | Benjamin Siegrist   | 31 gennaio 1992 (19 anni)   | 0     | 0    | Aston Villa    |
| 22 | C    | Xavier Hochstrasser | 1º luglio 1988 (22 anni)    | 16    | 2    | Padova         |
| 23 | D    | Gaetano Berardi     | 21 agosto 1988 (22 anni)    | 15    | 0    | Brescia        |

## Gruppo B

### Rep. Ceca
Allenatore:  Jakub Dovalil
| N. | Pos. | Giocatore       | Data nascita (età)          | Pres. | Reti | Squadra         |
| -- | ---- | --------------- | --------------------------- | ----- | ---- | --------------- |
| 1  | P    | Tomáš Vaclík    | 29 marzo 1989 (22 anni)     | 11    | 0    | Viktoria Žižkov |
| 2  | D    | Jan Lecjaks     | 9 agosto 1990 (20 anni)     | 12    | 0    | Anderlecht      |
| 3  | D    | Radim Řezník    | 20 gennaio 1989 (22 anni)   | 11    | 0    | Baník Ostrava   |
| 4  | D    | Ondřej Mazuch   | 15 marzo 1989 (22 anni)     | 19    | 1    | Anderlecht      |
| 5  | D    | Ondřej Čelůstka | 18 giugno 1989 (21 anni)    | 13    | 1    | Slavia Praga    |
| 6  | D    | Lukáš Vácha     | 13 maggio 1989 (22 anni)    | 14    | 1    | Slovan Liberec  |
| 7  | C    | Tomáš Hořava    | 29 maggio 1988 (23 anni)    | 13    | 1    | Sigma Olomouc   |
| 8  | C    | Bořek Dočkal    | 30 settembre 1988 (22 anni) | 22    | 6    | Slovan Liberec  |
| 9  | A    | Libor Kozák     | 30 maggio 1989 (22 anni)    | 10    | 3    | Lazio           |
| 10 | C    | Jan Morávek     | 1º novembre 1989 (21 anni)  | 5     | 0    | Kaiserslautern  |
| 11 | A    | Tomáš Pekhart   | 26 maggio 1989 (22 anni)    | 22    | 16   | Norimberga      |
| 12 | C    | Jan Kovařík     | 19 giugno 1988 (22 anni)    | 9     | 2    | Jablonec        |
| 13 | C    | Marcel Gecov    | 1º gennaio 1988 (23 anni)   | 11    | 1    | Slovan Liberec  |
| 14 | A    | Václav Kadlec   | 20 maggio 1992 (19 anni)    | 1     | 1    | Sparta Praga    |
| 15 | C    | Milan Černý     | 16 marzo 1988 (23 anni)     | 6     | 0    | Slavia Praga    |
| 16 | P    | Marek Štěch     | 28 gennaio 1990 (21 anni)   | 6     | 0    | West Ham Utd    |
| 17 | D    | Marek Suchý     | 29 marzo 1988 (23 anni)     | 17    | 0    | Spartak Mosca   |
| 18 | C    | Lukáš Mareček   | 17 aprile 1990 (21 anni)    | 13    | 1    | Anderlecht      |
| 19 | A    | Jan Chramosta   | 12 ottobre 1990 (20 anni)   | 3     | 2    | Mladá Boleslav  |
| 20 | A    | Michael Rabušic | 17 settembre 1989 (21 anni) | 8     | 4    | Zbrojovka Brno  |
| 21 | D    | Jan Hošek       | 1º aprile 1989 (22 anni)    | 9     | 0    | Teplice         |
| 22 | C    | Adam Hloušek    | 20 dicembre 1988 (22 anni)  | 4     | 0    | Kaiserslautern  |
| 23 | P    | Jan Hanuš       | 28 aprile 1988 (23 anni)    | 6     | 0    | Slavia Praga    |

### Inghilterra
Allenatore:  Stuart Pearce
| N. | Pos. | Giocatore         | Data nascita (età)          | Pres. | Reti | Squadra        |
| -- | ---- | ----------------- | --------------------------- | ----- | ---- | -------------- |
| 1  | P    | Frank Fielding    | 4 aprile 1988 (23 anni)     | 9     | 0    | Derby County   |
| 2  | D    | Michael Mancienne | 8 gennaio 1988 (23 anni)    | 28    | 1    | Amburgo        |
| 3  | D    | Ryan Bertrand     | 5 agosto 1989 (21 anni)     | 13    | 0    | Chelsea        |
| 4  | C    | Fabrice Muamba    | 6 aprile 1988 (23 anni)     | 31    | 0    | Bolton         |
| 5  | D    | Chris Smalling    | 22 novembre 1989 (21 anni)  | 11    | 1    | Manchester Utd |
| 6  | D    | Phil Jones        | 21 febbraio 1992 (19 anni)  | 6     | 0    | Blackburn      |
| 7  | C    | Marc Albrighton   | 18 novembre 1989 (21 anni)  | 7     | 1    | Aston Villa    |
| 8  | C    | Jordan Henderson  | 17 giugno 1990 (20 anni)    | 8     | 2    | Liverpool      |
| 9  | A    | Danny Welbeck     | 26 novembre 1990 (20 anni)  | 11    | 3    | Manchester Utd |
| 10 | A    | Daniel Sturridge  | 1º settembre 1989 (21 anni) | 12    | 4    | Chelsea        |
| 11 | C    | Scott Sinclair    | 25 marzo 1989 (22 anni)     | 4     | 1    | Swansea City   |
| 12 | D    | Kieran Gibbs      | 26 settembre 1989 (21 anni) | 15    | 3    | Arsenal        |
| 13 | P    | Alex McCarthy     | 3 dicembre 1989 (21 anni)   | 3     | 0    | Reading        |
| 14 | D    | Kyle Walker       | 28 maggio 1990 (21 anni)    | 4     | 0    | Tottenham      |
| 15 | D    | James Tomkins     | 23 settembre 1989 (21 anni) | 10    | 0    | West Ham Utd   |
| 16 | C    | Jack Cork         | 25 giugno 1989 (21 anni)    | 13    | 0    | Chelsea        |
| 17 | C    | Tom Cleverley     | 12 agosto 1989 (21 anni)    | 14    | 0    | Manchester Utd |
| 18 | C    | Henri Lansbury    | 12 ottobre 1990 (20 anni)   | 6     | 0    | Arsenal        |
| 19 | C    | Jack Rodwell      | 11 marzo 1991 (20 anni)     | 15    | 2    | Everton        |
| 20 | C    | Danny Rose        | 2 luglio 1990 (20 anni)     | 17    | 3    | Tottenham      |
| 21 | A    | Nathan Delfouneso | 2 febbraio 1991 (20 anni)   | 8     | 2    | Aston Villa    |
| 22 | A    | Connor Wickham    | 31 marzo 1993 (18 anni)     | 3     | 0    | Ipswich Town   |
| 23 | P    | Jason Steele      | 18 agosto 1990 (20 anni)    | 1     | 0    | Middlesbrough  |

### Spagna
Allenatore:  Luis Milla
| N. | Pos. | Giocatore         | Data nascita (età)          | Pres. | Reti | Squadra             |
| -- | ---- | ----------------- | --------------------------- | ----- | ---- | ------------------- |
| 1  | P    | Rubén Miño        | 18 gennaio 1989 (22 anni)   | 2     | 0    | Barcellona          |
| 2  | D    | César Azpilicueta | 28 agosto 1989 (21 anni)    | 18    | 1    | Olympique Marsiglia |
| 3  | D    | Álvaro Domínguez  | 15 maggio 1989 (22 anni)    | 8     | 1    | Atlético Madrid     |
| 4  | C    | Javi Martínez     | 2 settembre 1988 (22 anni)  | 19    | 1    | Athletic Bilbao     |
| 5  | D    | Mikel San José    | 30 maggio 1989 (22 anni)    | 8     | 1    | Athletic Bilbao     |
| 6  | A    | Jeffrén           | 20 gennaio 1988 (23 anni)   | 9     | 1    | Barcellona          |
| 7  | A    | Adrián            | 8 gennaio 1988 (23 anni)    | 14    | 4    | Deportivo La Coruña |
| 8  | C    | Daniel Parejo     | 16 aprile 1989 (22 anni)    | 15    | 5    | Valencia            |
| 9  | A    | Bojan             | 28 agosto 1990 (20 anni)    | 18    | 4    | Roma                |
| 10 | C    | Juan Manuel Mata  | 28 aprile 1988 (23 anni)    | 15    | 3    | Valencia            |
| 11 | C    | Diego Capel       | 16 febbraio 1988 (23 anni)  | 21    | 5    | Siviglia            |
| 12 | D    | Martín Montoya    | 14 aprile 1991 (20 anni)    | 3     | 0    | Barcellona          |
| 13 | P    | David de Gea      | 7 novembre 1990 (20 anni)   | 8     | 0    | Atlético Madrid     |
| 14 | A    | Emilio N'sue      | 30 settembre 1989 (21 anni) | 7     | 1    | Maiorca             |
| 15 | D    | José Ángel        | 5 settembre 1989 (21 anni)  | 4     | 0    | Roma                |
| 16 | D    | Víctor Ruiz       | 25 gennaio 1989 (22 anni)   | 4     | 0    | Napoli              |
| 17 | D    | Dídac Vilà        | 9 giugno 1989 (22 anni)     | 3     | 0    | Milan               |
| 18 | C    | Ander Herrera     | 14 agosto 1989 (21 anni)    | 10    | 2    | Real Saragozza      |
| 19 | C    | Thiago            | 11 aprile 1991 (20 anni)    | 7     | 0    | Barcellona          |
| 20 | D    | Alberto Botía     | 27 gennaio 1989 (22 anni)   | 12    | 0    | Sporting Gijón      |
| 21 | C    | Rubén Pérez       | 26 aprile 1989 (22 anni)    | 5     | 0    | Deportivo La Coruña |
| 22 | A    | Iker Muniain      | 19 dicembre 1992 (18 anni)  | 2     | 0    | Athletic Bilbao     |
| 23 | P    | Diego Mariño      | 9 maggio 1990 (21 anni)     | 3     | 0    | Villarreal          |

### Ucraina
Allenatore:  Pavlo Jakovenko
| N. | Pos. | Giocatore           | Data nascita (età)          | Pres. | Reti | Squadra          |
| -- | ---- | ------------------- | --------------------------- | ----- | ---- | ---------------- |
| 1  | P    | Anton Kaniboloc'kyj | 16 maggio 1988 (23 anni)    | 19    | 0    | Dnipro           |
| 2  | D    | Bohdan Butko        | 13 gennaio 1991 (20 anni)   | 9     | 1    | Volyn'           |
| 3  | D    | Jevhen Selin        | 9 maggio 1988 (23 anni)     | 23    | 0    | Vorskla          |
| 4  | D    | Jaroslav Rakyc'kyj  | 3 agosto 1989 (21 anni)     | 14    | 3    | Šachtar          |
| 5  | D    | Artem Putivcev      | 29 agosto 1988 (22 anni)    | 5     | 1    | Illičivec'       |
| 6  | C    | Vitalij Vicenec'    | 3 agosto 1990 (20 anni)     | 7     | 0    | Šachtar          |
| 7  | C    | Jevhen Konopljanka  | 29 settembre 1989 (21 anni) | 14    | 5    | Dnipro           |
| 8  | C    | Taras Stepanenko    | 8 agosto 1989 (21 anni)     | 27    | 1    | Šachtar          |
| 9  | C    | Mykola Morozjuk     | 17 gennaio 1988 (23 anni)   | 26    | 3    | Metalurh Donec'k |
| 10 | A    | Roman Zozulja       | 17 novembre 1989 (21 anni)  | 20    | 2    | Dinamo Kiev      |
| 11 | A    | Andrij Jarmolenko   | 23 ottobre 1989 (21 anni)   | 13    | 3    | Dinamo Kiev      |
| 12 | P    | Denys Bojko         | 29 gennaio 1988 (23 anni)   | 8     | 0    | Dinamo Kiev      |
| 13 | D    | Temur Parcvanija    | 6 luglio 1991 (19 anni)     | 1     | 0    | Dinamo Kiev      |
| 14 | C    | Oleh Holodjuk       | 2 gennaio 1988 (23 anni)    | 14    | 2    | Karpaty          |
| 15 | D    | Serhij Kryvcov      | 15 marzo 1991 (20 anni)     | 14    | 2    | Šachtar          |
| 16 | C    | Maksym Bilyj        | 27 aprile 1989 (22 anni)    | 8     | 2    | Zorja            |
| 17 | C    | Volodymyr Česnakov  | 12 febbraio 1988 (23 anni)  | 22    | 2    | Vorskla          |
| 18 | D    | Oleksij Kurilov     | 9 maggio 1988 (23 anni)     | 16    | 0    | Vorskla          |
| 19 | C    | Denys Harmaš        | 19 aprile 1990 (21 anni)    | 13    | 1    | Dinamo Kiev      |
| 20 | D    | Oleksandr Matvjejev | 11 febbraio 1989 (22 anni)  | 11    | 0    | Vorskla          |
| 21 | C    | Valerij Fedorčuk    | 5 ottobre 1988 (22 anni)    | 18    | 2    | Kryvbas          |
| 22 | A    | Artem Kravec'       | 3 giugno 1989 (22 anni)     | 7     | 0    | Dinamo Kiev      |
| 23 | P    | Dmıtrıı Nepogodov   | 17 febbraio 1988 (23 anni)  | 2     | 0    | Metalurh Donec'k |